# Последний из могикан (фильм, 1920, США)
«Последний из Могикан» (англ. The Last of the Mohicans) — американский приключенческий фильм 1920 года по мотивам одноимённой книги Джеймса Фенимора Купера.

## Сюжет
1757 год, англо-французская война за американские колонии в самом разгаре. Дочери полковника Мунро пытаются пробраться в осажденный французами английский форт. На одну из сестер положил глаз индиец Магу, который пошёл с ними проводником, а сам решил заманить их в ловушку.
Им на помощь приходит молодой белый охотник Соколиный Глаз и его верные друзья — индейцы Чингачгук и его сын Винкас, которые являются последними представителями племени могикан, чей народ был уничтожен. Они приводят сестер в форт, окруженный французскими войсками и их союзниками индейцами-гуронами.

## В ролях
- Уоллес Бири — Магуа
- Барбара Бедфорд — Кора Мунро
- Алан Роско — Ункас
- Лиллиэн Холл — Алиса Мунро
- Генри Вудворд — майор Хейворд
- Джеймс Гордон — полковник Мунро
- Джордж Хекеторн — капитан РэндольФ
- Нельсон Макдауэлл — Дэвид Гамут — проповедник
- Гарри Лоррейн — Соколиный Глаз — разведчик
- Теодор Лерх — Чингачгук
- Джек МакДональд — Таменунд
- Сидни Дин — генерал Уэбб
- Борис Карлофф — индеец